# Еренфрід Беге
Еренфрід Оскар Беге (нім. Ehrenfried Oskar Boege; 11 листопада 1889, Позен — 31 грудня 1965, Гільдесгайм) — німецький воєначальник, генерал піхоти вермахту. Кавалери Лицарського хреста Залізного хреста з дубовим листям.

## Біографія
Учасник Першої світової війни. Після демобілізації армії залишений у рейхсвері, служив у піхоті. З 6 червня 1936 року — командир 3-го батальйону 84-го піхотного полку. З 10 листопада 1938 року — командир навчальної групи «А» військового училища в Потсдамі. З 1 вересня 1939 року — 2-й заступник командувача штаб-квартири Адольфа Гітлера. 4 жовтня 1939 року зарахований у резерв ОКГ. З 1 грудня 1939 року — командир 161-ї піхотної дивізії. Учасник Французької кампанії. В липні 1940 року дивізія була перекинута на Схід, а Беге очолив 7-му піхотну дивізію, яка залишалась на Заході. В травні 1941 року дивізія Беге була перекинута на Схід. Учасник німецько-радянської війни. З 13 лютого 1942 року — командир 197-ї піхотної дивізії. Учасник боїв в районі Гжатська і Ржева. 5 листопада 1943 року зарахований у резерв ОКГ. З 1 лютого по 10 березня 1944 року — заступник командира 41-го танкового корпусу. З 25 березня 1944 року — командир 43-го армійського корпусу. У вересні 1944 року під його командуванням була сформована група «Беге» (10-й і 43-й корпуси). З 5 вересня 1944 року — командувач 18-ю армією, яка діяла в Курляндії. 9 травня 1945 року взятий в полон радянськими військами в Латвії. 12 січня 1949 року військовим трибуналом засуджений до 25 років таборів. 6 жовтня 1955 року переданий владі ФРН і звільнений.

## Сім'я
20 вересня 1921 року одружився з Рут-Долорес Прудло. В шлюбі народились дочка і 3 сини. Син Еренфрід (1933) став бригадним генералом бундесверу.

## Звання
- Фанен-юнкер (12 вересня 1913)
- Фанен-юнкер-єфрейтор (27 січня 1914)
- Фанен-юнкер-унтер-офіцер (7 березня 1914)
- Фенріх (20 травня 1914)
- Лейтенант (6 серпня 1914) — патент від 28 січня 1913 року.
- Оберлейтенант (18 квітня 1918)
- Гауптман (1 жовтня 1926)
- Майор (1 серпня 1934)
- Оберстлейтенант (28 березня 1937)
- Оберст (30 січня 1940)
- Генерал-майор (16 березня 1942)
- Генерал-лейтенант (21 січня 1943)
- Генерал піхоти (20 червня 1944)

## Нагороди
- Залізний хрест
  - 2-го класу (30 вересня 1914)
  - 1-го класу (6 лютого 1917)
- Сілезький Орел 2-го ступеня
- Почесний хрест ветерана війни з мечами
- Медаль «За вислугу років у Вермахті» 4-го, 3-го, 2-го і 1-го класу (25 років; 12 вересня 1938)
- Медаль «У пам'ять 1 жовтня 1938»
- Застібка до Залізного хреста 2-го і 1-го класу (16 червня 1940) — отримав 2 нагороди одночасно.
- Штурмовий піхотний знак в сріблі (18 жовтня 1941)
- Лицарський хрест Залізного хреста з дубовим листям
  - лицарський хрест (22 грудня 1941)
  - дубове листя (№ 594; 21 вересня 1944) — вручене Фердинандом Шернером 28 грудня 1944 року.
- Медаль «За зимову кампанію на Сході 1941/42» (6 серпня 1942)
- Німецький хрест в золоті (11 січня 1943)
- Відзначені у Вермахтберіхт (11 жовтня 1943)
- Нарукавна стрічка «Курляндія»